# Jelena Baturina
Jelena Nikołajewna Baturina (ros. Елена Николаевна Батурина; ur. 8 marca 1963 w Moskwie) – rosyjska przedsiębiorczyni.
Po ukończeniu szkoły średniej podjęła pracę jako technik w fabryce narzędzi Frazera. Potem uzupełniła edukację, studiując na Państwowym Uniwersytecie Zarządzania w Moskwie. W 1991 roku wyszła za mąż za Jurija Łużkowa, późniejszego mera Moskwy.
W 1991 roku założyła, wraz z bratem Wiktorem Baturinem, spółkę Inteko, produkującą plastikowe przedmioty codziennego użytku (wiadra, tacki). W 1998 roku Inteko wygrało przetarg na dostawę plastikowych krzesełek na modernizowany Stadion Łużniki. W 2002 roku Inteko zakupiło kilka fabryk cementu, stając się jego drugim co do wielkości producentem w Rosji. Trzy lata później biznes cementowy odkupił Fiłariet Galczew, tworząc holding Eurocement. W 2008 roku, przed kryzysem finansowym, majątek Jeleny Baturiny szacowany był na 4,2 mld $, a w 2012 roku na 1,2 mld $, co dawało jej tytuł najbogatszej kobiety w Rosji.
W 2011 roku, po tym, jak Dmitrij Miedwiediew odwołał Jurija Łużkowa ze stanowiska mera Moskwy, Baturina sprzedała większość swoich udziałów w Inteko i, wraz z mężem i dwoma córkami, wyjechała do Londynu. Zajęła się inwestowaniem w sieci hotelowe.